# Liste der Könige von Nepal
Der König Nepals wurde „Raja“ genannt, die Königin „Rani“.

## Thakuri-Könige
- Kama Deva (1184–1196)
- Ari Malla Dev (1200–1216)

## Malla-Reich (ungeteilt)
- Abhir Malla
- Jayastithi Malla (1382–1422)
- Jyotir Malla (1422–1427)
- Yaksha Malla (1427–1482)

## Die drei Malla-Reiche

### Könige vonKantipur
- Mahendra Malla 1560–1574
- Sadashiva Malla 1574–1583
- Shiva Simha 1578–1620
- Pratapa Malla (1640–1673)
- Chakravartendra Malla 1669
- Mahipatendra Malla 1670
- Nripendra Malla 1674–1680
- Parthivendra Malla 1680–1687
- Bhupalendra Malla 1687–1700
- Bhaskara Malla 1701–1715
- Mahindra Simha 1715–1722
- Jagajjaya Malla 1722–1735
- Jaya Prakash Malla 1735–1746, 1750–1768
- Jyoti Prakash Malla 1746–1750

### Könige vonLalitpur
- Siddhi Narsing (1618–1661)
- Yoga Narendra Malla 1685–1705
- Loka Prakash Malla 1705–1706
- Indra Malla (Purandara Malla) 1706–1709
- Vira Narasimha Malla 1709
- Vira Mahindra Malla 1709–1715
- Riddhi Narasimha 1715–1717
- Mahindra Simha (gleichzeitig König von Kantipur) 1717–1722
- Yoga Prakash Malla 1722–1729
- Vishnu Malla 1729–1745
- Rajya Prakash Malla 1745–1758
- Vishvajit Malla 1758–1760
- Jaya Prakash Malla (gleichzeitig König von Kantipur) 1760–1761, 1763–1764
- Ranajit Malla (gleichzeitig König von Bhaktapur) 1762–1763
- Dala Mardan Shah 1764–1765
- Tej Narasimha Malla 1765–1768

### Könige vonBhaktapur
- Dravya Shah (1559–1570)
- Trailokya Malla 1560–1613
- Jagajjyoti Malla 1613–1637
- Naresha Malla 1637–1644
- Jagat Prakash Malla 1644–1673
- Jitamitra Malla 1663–1696
- Bhupatindra Malla 1696–1722
- Ranajit Malla 1722–1769

## Königreich Nepal
- Prithvi Narayan Shah Dev (1743–1775)
- Pratap Singh Shah Dev (1775–1777)
- Rana Bahadur Shah Dev (1777–1799)
- Girvan Yuddha Bikram Shah Dev (1799–1816)
- Rajendra Bikram Shah Dev (1816–1847)
- Surendra Bikram Shah Dev (1847–1881)
- Prithvi Bir Bikram Shah Dev (1881–1911)
- Tribhuvan Bir Bikram Shah Dev (1911–1950) zum 1. Mal
- Gyanendra Bir Bikram Shah Dev (1950–1951) 2 Monate, zum 1. Mal
- Tribhuvan Bir Bikram Shah Dev (1951–1955) zum 2. Mal
- Mahendra Bir Bikram Shah Dev (1955–1972)
- Birendra Bir Bikram Shah Dev (1972–2001)
- Dipendra Bir Bikram Shah Dev (2001) 3 Tage
- Gyanendra Bir Bikram Shah Dev (2001–2008) zum 2. Mal, letzter König von Nepal

Am 28. Dezember 2007 beschloss das Parlament die Abschaffung der Monarchie und der König verlor seine Funktion als Staatsoberhaupt. Premierminister Girija Prasad Koirala bekleidete dieses Amt interimsweise. Am 28. Mai 2008 wurde die Republik ausgerufen und Ram Baran Yadav wurde am 23. Juli 2008 als erster Präsident der Republik vereidigt.